# Festival de Eurovisión de Jóvenes Músicos 1986
La III edición del Festival de Eurovisión de Jóvenes Músicos se celebró en Copenhague (Dinamarca) el 27 de mayo de 1986.
15 países estaban interesados en participar en la tercera edición de la competición, entre ellos Dinamarca (país anfitrión), pero solo 5 consiguieron ser seleccionados por un grupo de expertos para participar en la final televisada de esta edición del certamen. Por eso, Dinamarca no participó aunque fuera la sede de este año debido a que no se clasificó para la final. La Danish National Symphony Orchestra fue la encargada de acompañar a los participantes bajo la dirección de Hans Graf.

## Ronda preliminar
| - Alemania - Austria - Bélgica - Dinamarca - Irlanda |  | - Israel - Italia - Noruega - Países Bajos - Suecia |  |

## Participantes y Clasificación
| Posición | País y TV        | Representante       | Instrumento |
| -------- | ---------------- | ------------------- | ----------- |
| 1        | Francia France 3 | Sandrine Lazarides  | Piano       |
| 2        | Suiza SSR / TSR  | Marian Rosenfeld    | Piano       |
| 3        | Finlandia YLE    | Jan-Erik Gustafsson | Violonchelo |
| -        | Reino Unido BBC  | Alan Brind          | Violín      |
| -        | Yugoslavia JRT   | Aleksandar Madžar   | Piano       |

## Predecesor y sucesor
| Predecesor: Ginebra 1984 | Festival de Eurovisión de Jóvenes Músicos Copenhague 1986 | Sucesor: Ámsterdam 1988 |